# Aras Aydın
Aras Aydın (* 4. Januar 1989 in Ankara) ist ein türkischer Schauspieler mit tscherkessischen Wurzeln.

## Leben und Karriere
Aras Aydın wurde am 4. Januar 1989 in Eskişehir geboren. Er. studierte an der Universität Istanbul. Sein Debüt gab er 2020 in der Fernsehserie Öğretmen Kemal. 2013 trat er in Şefkat Tepe auf. Anschließend war Aydın in der Serien Saklı Kalan zu sehen. Außerdem wurde er 2014 für die Serie Kiraz Mevsimi gecastet.
2016 bekam er in dem Film Oğlan Bizim Kız Bizim die Hauptrolle. Unter anderem spielte er in Altınsoylar die Hauptrolle. Seine nächste Hauptrolle bekam Aydın 2019 in Canevim. 2022 heiratete Aydın die türkische Schauspielerin Melis Birkan.

## Filmografie
Filme
- 2016: Oğlan Bizim Kız Bizim
- 2020: İnsanlar İkiye Ayrılır

Serien
- 2010: Öğretmen Kemal
- 2014: Saklı Kalan
- 2014–2015: Kiraz Mevsimi
- 2015–2016: İnadına Aşk
- 2016: N'olur Ayrılalım
- 2016: Altınsoylar
- 2018: Masum Değiliz
- 2019: Canevim
- 2020: Şeref Sözü
- 2021: İkimizin Sırrı
- 2022: Kaçış
- 2022: Aldatmak
- 2024–2025: Siyah Kalp
- 2025: Nine Perfect Strangers